# Saksahan'
Il Saksahan'( in ucraino Саксагань?) è un fiume che si trova in Ucraina, più precisamente nella parte sud-est dell'altopiano di Prydniprov. È, inoltre, un affluente sinistro del fiume Inhulec'.
La lunghezza del fiume è di 144 km, il suo bacino è di 2.025 km², la larghezza varia dai 29 ai 40 metri. Il fiume è usato per la distribuzione dell'acqua potabile. Nel punto dove il fiume affluisce nell'Inhulec' si trova Kryvyj Rih.
La velocità della corrente acquatica è molto ridotta. Molto influenti sul ciclo naturale del fiume sono le dighe, scarico delle acque sporche e prelevamento dell'acqua per altri scopi. La massima portata d'acqua arriva ai 240 m³/s.
Il fiume è collegato al Dnepr con il canale "Dnipro-Kryvyj Rih".